# 金塔纳德尔卡斯蒂略
金塔纳德尔卡斯蒂略，是西班牙卡斯蒂利亚-莱昂莱昂省的一个市镇。 总面积156平方公里，总人口1073人（001年），人口密度7人/平方公里。